# 深山扁鍬形蟲
深山扁鍬形蟲（學名：Dorcus kyanrauensis），為臺灣特有的鞘翅目鍬形蟲科物種，體長20—55（0.79—2.17英寸），中、低海拔（分布高度高於扁鍬形蟲），每年6至8月較易觀察，日夜出沒，具趨光性。與台灣扁鍬形蟲的差異在於，其鞘翅上具有細微的刻點呈縱向排列，大顎內的細齒亦較不規則。模式標本採集於日治時期的太平山金老駐在所（日语： Kyanrawa chūzaijo，位於加羅山東南側）附近，種小名亦得名於此。

## 近似種
- 扁鍬形蟲

- 台灣扁鍬形蟲

### 書目
- 楊維晟. . 台灣: 天下遠見出版. 2008-12-25 [2008]. ISBN 978-986-216-249-1 （中文）.
- 鈴木知之、徐月珠（翻譯）、張永仁（審訂）. . 臺北市: 三采文化. 2006-11-30. ISBN 978-986-692-017-2 （中文）.（繁體中文）
- 張永仁. . 臺灣: 遠流. 2006-06-01 [2006]. ISBN 957-325-783-1 （中文）.（繁體中文）
- 周文一. 雲橙設計有限公司（繪者） , 编. . 臺灣: 貓頭鷹. 2013-10-10 [2013]. ISBN 978-986-262-177-6 （中文）.（繁體中文）
- 黃仕傑. . 臺灣: 人類文化. 2015-01-30 [2015]. ISBN 978-986-413-801-2 （中文）.（繁體中文）

### 引用
1. ↑  . 台灣生物多樣性資訊入口網-TaiBIF.   [2015-10-12].；2015-10-01日之前的前端介面舊版：. 台灣生物多樣性資訊入口網-TaiBIF.   [2015-06-18]. （原始内容存档于2017-07-10）.
2. ↑  楊維晟 2008，第36頁.
3. ↑   （页面存档备份，存于）
4. ↑  . . . 1934, 24 (134): 317–332  [2023-01-16]. （原始内容存档于2022-08-29） （日语及英语）.

## 外部連結
- 昆蟲類─鞘翅目 Coleoptera - 南投縣竹山鎮杉林溪自然教育中心
- 鍬形蟲 - 國立臺灣大學昆蟲標本館數位典藏
- . 台灣山林悠遊網電子報. 行政院農業委員會林務局.   [2015-08-25].